# 도조 유코
도조 유코(일본어: 東條由布子, 1939년 5월 20일 ~ 2013년 2월 13일)는 일본의 저술가이자 특정 비영리 활동 법인 환경 보전 기구의 이사장이다.

## 생애
일제 식민지 조선 경기도 경성부 출생. 유코는 제2차 세계 대전 당시 일본 내각총리대신이었던 도조 히데키의 손녀로, 도조 히데키의 장남 도조 히데타카(東條英隆)의 장녀이다. 본명은 이와나미 요시에(岩浪淑枝)이다.

### A급 전범 관련 입장
극동 국제 군사 재판에서는 동아시아 전쟁 범죄인을 죄질에 따라 A급, B급, C급으로 분류하였다. 이 중 유코의 할아버지인 도조 총리는 A급 전범으로 분류되어 1948년 12월 23일 사형 후 화장되었다. 유코는 2005년 8월 14일 KBS에서 방송한 다큐멘터리 『일본은 8.15를 어떻게 기억하는가』의 인터뷰에서 "A급, B급, C급이라고 하는 것은 연합군이 마음대로 붙여 놓은 기호와 같은 것이다. 1958년에 마지막 소위 '전범'이라고 하는 분들이 세계 각국의 승인을 받아 모두 사면되었기 때문에 A, B, C 그리고 전범이라고 하는 것이 없어졌다"며 "A급이 나쁘다거나 B급이 어떻다고 하는 이야기를 해서는 안 되는 것이다."라는 발언을 통해 전쟁에 대한 반성이 없음을 확인시켰다.

## 가족
- 증조부: 도조 히데노리(東條英教)
  - 할아버지: 도조 히데키(東條英機)
  - 할머니: 이토 가쓰코
    - 아버지: 도조 히데타카(東條英隆)

## 같이 보기
- 야스쿠니 신사
- 난징 대학살
- A급 전범
- 난징의 진실